# Lepanthes crucipetala
Lepanthes crucipetala är en orkidéart som beskrevs av Henry August Hespenheide och Donald Dungan Dod. Lepanthes crucipetala ingår i släktet Lepanthes och familjen orkidéer. Inga underarter finns listade i Catalogue of Life.